# Лебединцев, Пётр Гаврилович
Пётр Гаврилович Лебединцев (1820—1896) — историк, археолог, педагог, журналист, религиозный и общественный деятель Российской империи; протоиерей. Почётный член Императорского Московского археологического общества, Киевской духовной академии, университета Св. Владимира, член-основатель Исторического общества Нестора-летописца, действительный член Временной комиссии для разбора древних актов при Киевском военном, Волынском и Подольском генерал-губернаторе (Киевская археографическая комиссия), Императорского православного Палестинского общества, Одесского общества истории и древностей, член Киевской духовной консистории (с 1863). Брат Ф. Г. Лебединцева.

## Биография
Родился 21 декабря 1819 (2 января 1820) года в селе Зелёная Диброва Звенигородский уезд Киевской губернии
Окончил Богуславское духовное училище (1833), Киевскую духовную семинарию (1839) и Киевскую духовную академию (1843) по 1-му разряду. Был назначен учителем «словесности и соединенных с ней предметов» в Орловской духовной семинарии; после утверждения в звании магистра богословия занял должность профессора, исполнял обязанности помощника инспектора и секретаря семинарского правления. Весной 1845 года он вернулся в Киев — на кафедру логики и психологии Киевской духовной семинарии. В 1847 году он дополнительно преподавал здесь немецкий язык, в 1847—1850 гг. был экономом семинарии, а с 1850 года преподавал французский язык.
Был рукоположен во священника Спасо-Преображенского храма в Белой Церкви 18 февраля 1851 года и в апреле назначен законоучителем Белоцерковской гимназии. Как благочинный местных церквей занимался организацией начального образования для детей: при содействии В. Науменко, митрополита Исидора (Никольского) и владельца имения графа В. В. Браницкого открыл 4 школы (в том числе в парке «Александрия»), которые служили примером для организации подобных заведений в Киевской губернии.
В 1860 году он был переведён в Киев: священником в Подольский Свято-Успенский собор, а также законоучителем во 2-ю Киевскую гимназию. Вскоре он стал надзирателем киевских церковно-приходских школ и благочинным подольских церквей Киева; 29 июня 1861 года возведён в сан протоиерея. В этом же году стал одним из основателей, а с 1 января 1862 года — редактором «Киевских епархиальных ведомостей» (до 1874 года; в 1886—1896 годах был редактором официальной части «Ведомостей»). С 21 сентября 1862 года он был настоятелем в церкви Спаса на Берестове, затем (с 31.03.1864) — Свято-Николаевской церкви при доме генерал-губернатора. С 18 июля 1868 года стал кафедральным протопопом Софийского кафедрального собора и прекратил преподавание в гимназии.
П. Г. Лебединцев был также гласным Киевской городской Думы, где инициировал переименование улиц в честь Богдана Хмельницкого, Пантелеймона Кулиша, Николая Костомарова, а в 1870 году вошёл в комитет по сооружению памятника Богдану Хмельницкому.
Имел награды, в том числе орден Святой Анны 1-й степени и митру.

Памятная доска на здании Белоцерковского аграрного университета

Умер 3 (15) декабря 1896 года.

## Сочинения
Печатался в Сборниках «Труды Киевской духовной академии», «Труды Московского археологического общества», «Труды 3-го археологического съезда»; сотрудничал в журнале «Киевская старина», напечатав там более 30 статей и сообщений.
Написал несколько монографических исследований, в их числе:
- «Восстановление Киево-Софийского собора в 1843-1853 гг.» (1879)
- «Киево-Михайловский Златоверхий монастырь в его прошлом и настоящем состоянии» (1884)
- «Киево-Печерская лавра в ее прошлом и нынешнем состоянии» (1886)
- «Св. София Киевская, ныне Киево-Софийский кафедральный собор» (1890).

Среди его исторических и краеведческих работ:
- Церковь Спаса на Берестове в Киеве, бывшая придворной св. великого князя Владимира, древнейшая всех ныне существующих в России церквей. — Киев: тип. И. и А. Давиденка, 1862. — 14 с.
- О Св. Софии Киевской. — Киев: Унив. тип., 1875. — 41 с.
- Описание Киево-Софийского кафедрального собора. — Киев: тип. Е.Т. Керер, 1882. — 101 с.
- Второбрачие южно-русских священников конца 18 века и его исторические прецеденты: (По поводу протопопа Комара). — [Киев]: тип. Г.Т. Корчак-Новицкого, [1883]. — 16 с.
- Исторические заметки о Киеве. — Киев: тип. Г.Т. Корчак-Новицкого, [1884]. — 27 с.
- Киево-Михайловский златоверхий монастырь в его прошедшем и настоящем состоянии. — Киев : тип. С.В. Кульженко, 1884 (обл. 1885). — 35 с., 1 л. план.
- Баптизм или штунда в Киевской губернии. — Киев: тип. Г.Т. Корчак-Новицкого, ценз. 1885. — 29 с.
- Киево-Печерская лавра в ее прошедшем и нынешнем состоянии. — Киев: тип. А. Давиденко, аренд. Л. Штамом, 1886. — 114, II с., 3 л. ил. (2-е изд., испр. — Киев: тип. С.В. Кульженко, 1894. — 132, III с., 6 л. ил.)
- О начале христианства в Киеве до торжественного принятия христианской веры при св. Владимире. — Киев: тип. Г.Т. Корчак-Новицкого, 1888. — 19 с.
- Остатки церквей на развалинах древнего Корсуня, или Херсонеса, их открытие и значение. — Киев: тип. Г.Т. Корчак-Новицкого, 1889. — 18 с., 2 л. план.
- Св. София Киевская, ныне Киево-Софийский кафедральный собор. — 2-е изд., испр. — Киев: тип. С.В. Кульженко, 1890. — 111 с.
- Росписной список г. Киева. 1700 г. / сообщил протоиерей П. Г. Лебединцев. — Киев : Тип. Императорскаго ун-та Св. Владимира В. Завадзкаго, 1892. — 54 с.
- К вопросу о киевском митрополите XII в. Михаиле. — Киев: тип. Г.Т. Корчак-Новицкого, 1895. — 14 с.

посмертные издания
- Записки протоиерея Петра Гавриловича Лебединцева о «козащине» 1855 года. — Киев: тип. Имп. Ун-та св. Владимира Н.Т. Корчак-Новицкого, 1900. — 50 с.
- Письма митр. Киевского Арсения к прот. П.Г. Лебединцеву / [С пояснит. прим. свящ. И. Гордиевского]. — Киев: типо-лит. Имп. ун-та св. Владимира Н.Т. Корчак-Новицкого, 1900. — 42 с.
- Письма профессора Университета св. Владимира протоиерея Назария Антоновича Фаворова к протоиерею Петру Гавриловичу Лебединцеву / [Предисл.: свящ. Иоанн Гордиевский]. — Киев: тип. Ун-та св. Владимира, 1901. — 59 с.
- Из переписки протоиерея Петра Гавриловича Лебединцева с митрополитом киевским Платоном / [Предисл.: Иоанн Гордиевский]. — Киев : тип. Имп. Ун-та св. Владимира Н.Т. Корчак-Новицкого, 1902. — 17 с.
- Письма графини Антонины Дмитриевны Блудовой к протоиерею Петру Гавриловичу Лебединцеву. — Киев : тип. Имп. Ун-та св. Владимира, АО Н. Т. Корчак-Новицкого, 1902. — [2], 30 с.
- Святитель Феодосий Углицкий, архиепископ Черниговский / Сост.: свящ. И. Гордиевский. — Киев: тип. Ун-та св. Владимира АО Н.Т. Корчак-Новицкого, 1903. — 15 с.

## Комментарии
1. ↑  Один из современников вспоминал о преподавании Лебединцева:

Прекратив спрашивание заданного, о. Пётр начал объяснять новый урок. Это была настоящая лекция, продолжавшаяся почти до звонка. Окончив чтение, он потребовал от одного ученика повторить свои объяснения. Понятно, что тот не смог этого сделать.
  — Не можете? Я от вас этого и не требую. Если вы только сказанное мной усвоили сердцем, то для меня этого довольно.— Чалый М. Вторая киевская гимназия // Киевская старина. — 1900. — № 6. — С. 294.